# Апиняно дел Тронто
Апиня̀но дел Тро̀нто (на италиански: Appignano del Tronto, на местен диалект Appëgnà, Апъня, до 1879 г. аааа, Апиняно ди Офида) е село и община в Централна Италия, провинция Асколи Пичено, регион Марке. Разположено е на 194 m надморска височина. Населението на общината е 1852 души (към 2011 г.).